# Atletica leggera ai Giochi della X Olimpiade - 80 metri ostacoli

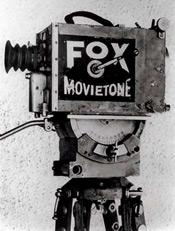
Video su Mildred Didrickson

La competizione degli 80 metri ostacoli femminili di atletica leggera ai Giochi della X Olimpiade si tenne i giorni 3 e 4 agosto 1932 al Los Angeles Memorial Coliseum.

## L'eccellenza mondiale
| Vincitrice dei III Giochi mondiali | 12”4 | Maj Jacobsson           | Assente  |
| Record europeo: 1930               | 12"1 | Maj Jacobsson           | Assente  |
| Record mondiale: 1931              | 11"8 | Marjorie Clark          | Presente |
| Vincitrice delle selezioni USA     | 12"1 | Babe Didrikson-Zaharias | Presente |

## La gara
In semifinale Mildred Didrickson batte la primatista mondiale Marjorie Clark eguagliando il suo record del mondo: 11"8. La Clark si qualifica in finale con il terzo tempo. Nella seconda semifinale prevale un'altra atleta USA, Evelyne Hall, con 12"0.

In finale Mildred Didrickson incappa in una falsa partenza.

Al secondo sparo scatta più veloce di tutte Evelyne Hall, che al secondo ostacolo conduce di mezzo metro su Marjorie Clark. La Didrickson ha avuto un avvio prudente. A metà gara è ancora in ritardo di un metro sulla Hall, poi si produce in un allungo irresistibile e va a vincere di un'incollatura.

Ad entrambe le atlete viene dato lo stesso tempo: 11"7, nuovo record del mondo. La Clark è terza.

## Risultati

### Turni eliminatori
| 2 Semifinali | 3 agosto | 5 + 4         | Si qualificano le prime 3. |
| Finale       | 4 agosto | 6 concorrenti |                            |

### Semifinali
| Pos. | Concorrente             | Nazione     | Tempo  |
| ---- | ----------------------- | ----------- | ------ |
| 1    | Babe Didrikson-Zaharias | Stati Uniti | 11"8 = |
| 2    | Simone Schaller         | Stati Uniti | 11"8   |
| 3    | Marjorie Clark          | Sudafrica   | 11"9   |
| 4    | Betty Taylor            | Canada      | 12"0   |
| -    | Michiko Nakanishi       | Giappone    | Rit.   |

| Pos. | Concorrente        | Nazione       | Tempo |
| ---- | ------------------ | ------------- | ----- |
| 1    | Evelyne Hall       | Stati Uniti   | 12"0  |
| 2    | Violet Webb        | Gran Bretagna | 12"1  |
| 3    | Alda Wilson        | Canada        | 12"1  |
| 4    | Felicja Schabińska | Polonia       | 12"8  |

### Finale
| Pos.    | Corsia | Concorrente             | Età | Nazione       | Tempo |
| ------- | ------ | ----------------------- | --- | ------------- | ----- |
| Oro     | 2      | Babe Didrikson-Zaharias | 21  | Stati Uniti   | 11"7  |
| Argento | 1      | Evelyne Hall            | 22  | Stati Uniti   | 11"7  |
| Bronzo  | 3      | Marjorie Clark          | 22  | Sudafrica     | 11"8  |
| 4       | 6      | Simone Schaller         | 19  | Stati Uniti   | 11"8  |
| 5       | 5      | Violet Webb             | 17  | Gran Bretagna | 11"9  |
| 6       | 4      | Alda Wilson             | 22  | Canada        | 12"0  |